# Рада округу Колумбія
Рада округу Колумбія — законодавча гілка міського уряду Федерального округу Колумбія, в якому знаходиться місто Вашингтон, столиця Сполучених Штатів Америки. Як вказано в Конституції США, федеральний округ не є частиною жодного з штатів і управляється напряму федеральним урядом.
В 1973 році Конгрес США передав Раді округу Колумбія певні повноваження, які зазвичай мають легіслатури штатів або міські ради в решті країни. Однак, Конституція надає Конгресу найвищу владу над федеральним округом, і тому всі дії Ради округу Колумбія можуть бути переглянуті чи змінені Конгресом чи Президентом. Конгрес може ухвалювати законодавство федерального округу, а також в будь-який момент може забрати в округу самоуправління.
Рада округу Колумбія збирається в Будівлі Джона Вілсона в центрі Вашингтона.

## Історія
За Конституцією США, федеральний округ перебуває під прямою юрисдикцією Конгресу. Однак, в різні періоди історії округу, Конгрес передавав деякі із своїх повноважень щодо округу його жителям та обраних цими жителями представникам.
Коли 16 липня 1790 року Конгрес ухвалив Закон про встановлення постійного місця передування уряду Сполучених Штатів, він вирішив що нова постійна столиця держави має розташовуватись на березі річки Потомак. Спочатку, округ складався із територій, які формували квадрат зі стороною 16 кілометрів (і відповідно площею в приблизно 256 км2), по обидва береги річки, взятих у штатів Меріленд та Вірджинія (північний та південний береги відповідно). За цим законом також вводилась Рада комісарів із трьох осіб призначуваних Президентом, обов'язком яких був нагляд за будівництвом нової столиці. Два інших міста, які існували задовго до утворення округу, були включені до цього округу: Джорджтаун (зі сторони Меріленду, заснований в 1751 році) та Александрія (зі сторони Вірджинії, заснована в 1749 році). Нове федеральне місто Вашингтон будувалось на північному березі річки Потомак, на схід від міста Джорджтаун.
В 1800 році Конгрес утворив об'єднану комісію яка б мала вивчити питання і порекомендувати Конгресу як саме має здійснюватись урядування над тим, що тоді називалось Територія Колумбія. Ця комісія порекомендувала утворити посаду губернатора та законодавчий орган із 25-ти осіб, який міг би стати першим законодавчим органом федерального округу. Однак, Закон про засади функціонування округу Колумбія 1801 року поставив всю територію округу під пряме управління Конгресу, без утворення уряду округу, як це рекомендувалось. В 1802 році Раду комісарів було розпущено і місто Вашингтон отримало муніципальний уряд, який складався із Мера, який призначався президентом, та Ради із шести осіб. Міські уряди Джорджтауна та Александрії продовжили існувати. У 1820 році Конгрес надав місту Вашингтон нову хартію, яка зробила посаду Мера виборною.
Така дещо хаотична структура уряду залишалась незмінною аж до ухвалення Закону про засади функціонування округу Колумбія 1871 року, за яким утворювався єдиний уряд Федерального округу Колумбія на чолі із губернатором, а міські уряди міст Вашингтон і Джорджтаун які до нього входили, ліквідовувались. Цей закон, по факту, об'єднав міста Вашингтон і Джорджтаун та неінкорпоровані території, які тоді називались «округ Вашингтон», в одне єдине місто Вашингтон, в тій територіальній формі в якій воно існує і зараз. Частина округу на південному березі річки Потомак була повернута штату Вірджинія в 1840-их роках. Тим самим законом Конгрес створив уряд округу, який складався із Ради публічних робіт, на яку покладалося завдання із модернізації міста, та з двопалатної законодавчої асамблеї, в її верхній палаті (Раді) було 11 членів призначуваних Президентом США, а в нижній (Палаті представників) було 22 члени які обирались на виборах. В 1873 році Президент Улісс Грант призначив Александра Робі Шепарда, найвпливовішого члена Ради, на посаду Губернатора федерального округу. Шепард розпочав широкомасштабні проєкти із модернізації міста Вашингтон, але витратив втричі більше коштів, ніж було закладено в бюджеті, чим привів місто до банкрутства. В 1874 році Конгрес ліквідував місцевий уряд округу щоб керувати ним напряму.
Територіальний уряд був замінений на Раду комісарів, в якій було три члени. Два члени призначалися Президентом за погодженням із Сенатом, а третього члена обирали з Інженерного корпусу Армії США. Один з цих трьох членів обирався Президентом Ради. Така форма уряду існувала майже століття. Між 1948 та 1966 роками до Конгресу було внесено шість законопроєктів, які б запроваджували певну форму самоурядування в окрузі, але жоден з них не був ухвалений. Система уряду округу була повністю змінена в 1967 році. Рада комісарів була замінена на Мера-комісара та Міську раду із дев'яти членів, призначуваних президентом.
Через тиск громадськості та вимоги вирішення складних щоденних справ округу, Конгрес, врешті решт, погодився передати певні повноваження щодо округу виборному місцевому уряду. Однак, конгресмени протягом початку 1970-их розглядали можливість відновлення посади губернатора і створення законодавчої асамблеї з 25 членів. Місцеві посадовці виступили проти такої форми уряду, наполягаючи що має зберігатися статус округу як муніципалітету. 24 грудня 1973 року Конгрес, слідуючи вимогам місцевих жителів, ухвалив Закон про самоуправління округу Колумбія, в якому була введена виборна посада Мера округу Колумбія та Рада округу Колумбія із 13-ти осіб. Рада має повноваження ухвалювати місцеві закони і накази. Однак, все законодавство ухвалене урядом федерального округу, включно із місцевим бюджетом, округу залишається предметом затвердження Конгресу. Після підписання закону Президент Річард Ніксон заявив: «Я вважаю що цей закон майстерно врівноважує місцеві інтереси та національні інтереси в тому, як здійснюється управління Федеральним округом Колумбія».

## Члени ради

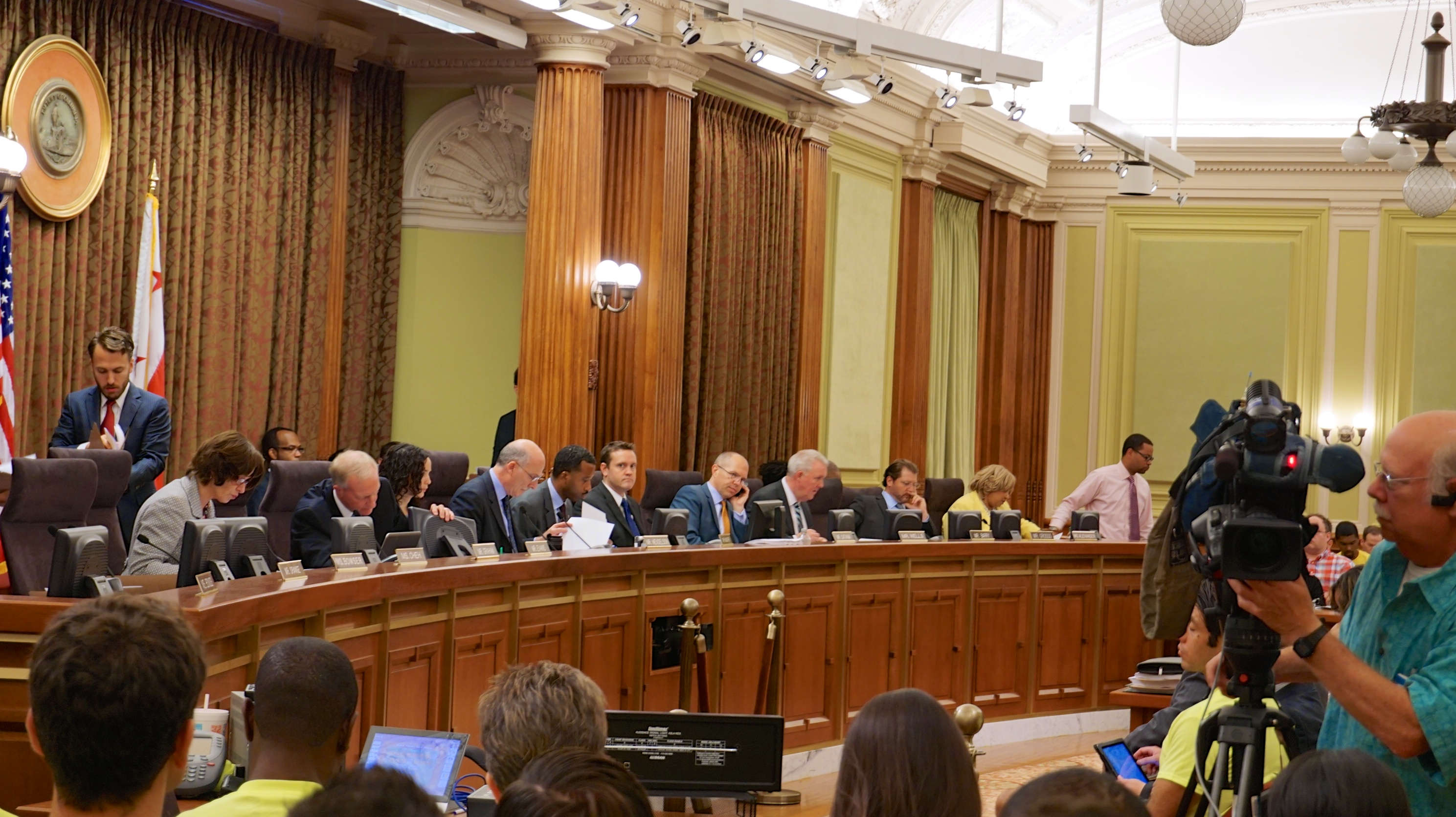
Засідання Ради округу Колумбія в червні 2014 року.

Рада округу Колумбія складається з тринадцяти членів, які обираються жителями федерального округу на чотирирічні терміни. Вісім членів ради обираються по одному з кожного з восьми виборчих округів Вашингтона, ще п'ятеро обираються загальним голосуванням в усьому федеральному окрузі, в тому числі і Голова Ради. Терміни чотирьох членів які обираються в усьому федеральному окрузі розведені в часі так, що кожні два роки двоє із них переобираються. Відповідно до Закону про самоуправління округу Колумбія, не більше трьох з п'яти членів Ради, обраних загальним голосуванням у федеральному окрузі, можуть бути афілійованими з партією більшості. Через це, часто кандидати, які балотуються до Ради округу Колумбія, стають незалежними кандидатами.
Кандидат, який балотується до Ради округу Колумбія, має проживати на території федерального округу як мінімум протягом року до виборів, бути зареєстрованим виборцем, та не займати жодних інших оплачуваних публічних посад. Якщо кандидат балотується від певного виборчого округу, то він також маю проживати на території цього виборчого округу.
Як й інші законодавчі органи в країні, Рада округу Колумбія має декілька постійних комітетів та професійний допоміжний персонал (приблизно 200 осіб), включно із секретарем, аудитором та юридичним радником. Через невелику кількість місць в Раді, по факту, кожен її член має можливість очолити комітет. Висловлювались зауваження щодо структури органу, оскільки в ній лише 13 членів і майже будь-який законопроєкт може бути ухвалений всього сімома голосами, що призводить до звинувачень у тому, що Рада може запростоперевищити свої повноваження. З іншої сторони, така унікальна структура урядування дозволила Раді функціонувати набагато більш ефективно ніж деякі легіслатури штатів.
Станом на грудень 2018 року всі члени Ради, окрім голови, отримували річну заробітну плату розміром в 140 161 долар, а голова 210 000 доларів, і це при тому що членство в Раді не є повною зайнятістю і члени можуть мати іншу роботу. За даними газети The Washington Post 2011 року, члени Ради округу Колумбія були другими найбільш оплачуваними місцевими представниками у великих містах в США, після Лос-Анджелесу, а витрати на міську раду на душу населення у Вашингтоні були найбільшими в країні, на другому місці за цим показником знаходиться Філадельфія із трикратним відставанням. Тодішній член ради Девід Катанія пояснив це так: «„Жодне інше місто в країні не зустрічається з тими викликами, з якими зустрічається наше. Чесно кажучи, це абсурдно порівнювати нас з іншими містами. Інші міста не організовують пенітенціарні системи. Інші міста не організовують системи психіатричної медицини… Інші міста не здійснюють нагляд за електроенергетикою… Ми є штатом, округом і містом, все під одним дахом“».